# Țârnareca
Țârnareca (în greacă Κάρπη, Carpi, în meglenoromână Țărnaréca) este un sat în regiunea Macedonia Centrală din Grecia. Conform recensământului din 2001, locuiesc 400 de locuitori. 

## Geografie
Satul este situat la 5 km nord de Goumenissa pe versantele estice ale Muntelui Paic. 

## Istorie
La sfârșitul secolului al XIX-lea, Țârnareca era unul dintre satele meglenoromâne din Meglen, în cadrul Imperiului Otoman. Biserica Sf. Atanasie datează de la mijlocul secolului al XIX-lea.  Alexander Sinne (" Les Grecs de l'Empire Ottoman. Etude Statistique et Ethographique "), pe baza datelor grecești, scria în 1878 că în Țărnareca, eparhia Voden, trăiesc 300 de greci.  Conform statisticilor lui Vasil Kănciov ( " Macedonia. Etnografie și Statistică ") în 1900 în Țârnareca trăiesc 400 de bulgari creștini.  Dar, conform lui Gustav Weigand  și Theodor Kapidan , în contrast cu satele învecinate de meglenoromâni Coinsko, Sirminia și Barovița (azi Kastaneri) bulgarizarea nu este avansată.   
Potrivit lui Dimităr Mișev ( " „<a href="./https://bg.wikipedia.org/wiki/La_Mac%C3%A9doine_et_sa_Population_Chr%C3%A9tienne" rel="mw:WikiLink" data-linkid="105" class="cx-link" title="La Macédoine et sa Population Chrétienne">La Macédoine et sa Population Chrétienne</a>“ "), în 1905, în Țârnareca locuiesc 672 bulgari, iar satul are o școală grecească. 
Potrivit episcopiei în 1910, Țârnareca are 165 de familii, 943 meglenoromâni și o biserică. 
După Revoluția Junilor Turci din 1909, locuitorii satului au trimis următoarea telegramă parlamentului otoman: 
| " | Biserica și școala noastră din sat au fost predate de către guvern la 40 de case, subordonate Patriarhiei, iar noi, care suntem 80 de case, nu avem loc pentru a practica ritualuri religioase, iar copiii noștri sunt lipsiți de orice educație. Vă îndemnăm să vă acordați cea mai mare parte din simpatia dvs. și să oferiți soluția la această problemă în sensul cel mai favorabil. În numele populației bulgare din sat. Primarul satului Țârnareca Nikola | " |

### În Grecia
În 1913, după al doilea război balcanic, satul a intrat în componența Greciei.  
- 1991 - 391 de locuitori
- 2001 - 400 de locuitori